# Brahima Bakayoko
Brahima Bakayoko, né le 31 décembre 1991 en Côte d'Ivoire, est un footballeur ivoirien évoluant au poste de défenseur au FAR de Rabat.

## Biographie
Il participe à la Ligue des champions d'Afrique avec les clubs de l'AFAD Djékanou et de l'OC Khouribga. 

## Palmarès
- Vice-champion de Côte d'Ivoire en 2011 et 2012 avec l'AFAD Djékanou
- Vice-champion du Maroc en 2015 avec l'OC Khouribga
- Vainqueur de la Coupe du Trône en 2015 avec l'OC Khouribga